# HH 34
HH 34 — объект Хербига — Аро, находящийся в молекулярном облаке Орион А на расстоянии около 460 парсеков (1500 световых лет) от Солнца. Объект примечателен вследствие наличия джета с высокой степенью коллимации частиц, а также очень симметричных ударных волн. Биполярные джеты, создаваемых молодой звездой, погружаются в окружающую среду со сверхзвуковыми скоростями, нагревая вещество до состояния ионизации и излучения в оптическом диапазоне. Звезда-источник джетов представляет собой протозвезду I класса с полной светимостью 45 светимостей Солнца. Две ударные волны, разделённые расстоянием 0,44 парсека, создают главную систему HH 34. Несколько крупных, но более слабых ударных волн затем было открыто с других сторон, вследствие чего полный размер системы оказался равным примерно 3 парсекам. Джет раздувает пылевую оболочку звезды, при этом возникает молекулярное истечение длиной около 0,3 парсека.